# A.S.D. Jolly Montemurlo
ASD Jolly Montemurlo là một câu lạc bộ bóng đá Ý có trụ sở tại Montemurlo, Tuscany.

## Lịch sử

### Thành lập
Câu lạc bộ được thành lập vào năm 1965.

### Serie D
Trong mùa giải 2012-13, đội được thăng hạng lần đầu tiên, từ Eccellenza Tuscany / A đến Serie D.

## Màu sắc và huy hiệu
Màu của đội là màu đen.

## Danh dự
- Eccellenza:
  - Vô địch (1): 201213